# Live Part 1/2
Live Part 1/2 (auch Live in Paris) ist der Titel von zwei Jazzalben des Art Ensemble of Chicago. Die angeblich allesamt am 13. August 1970 auf dem Châteauvallon Festival im Ort Ollioules im Département Var (nahe Toulon) entstandenen Aufnahmen erschienen 1975 auf BYG Actuel in Form von zwei Einzel-LPs mit den Titeln Live Part 1 und Live Part 2.

## Hintergrund
Live Part 1/2 folgt auf eine Reihe von Studioalben, die das Art Ensemble of Chicago im Vorjahr für BYG/Actuel aufgenommen hatte – People in Sorrow, A Jackson in Your House, Message to Our Folks und Reese and the Smooth Ones. Während das Album in Europa bei BYG Records erschien, wurde es in den Vereinigten Staaten beim Arista-Sublabel Freedom veröffentlicht. In Form eines Doppelalbums mit dem Titel Live wurde es 1980 im Vereinigten Königreich vom Charly-Sublabel Affinity herausgegeben. Die CD-Edition enthält je eine Komposition, aufgeteilt in zwei Teile, passend zu den ursprünglichen LP-Veröffentlichungen. 2002 erschien es dann in Form einer Doppel-CD auf dem britischen Label Charly bzw. auf dem italienischen Label Get Back betitelt als Live in Paris; in dieser Ausgabe ist als Aufnahmedatum der 5. Oktober 1969 und als Aufnahmeort Paris angegeben.
Das Album beginnt mit „Oh, Strange“, geschrieben von Joseph Jarman und Lester Bowie; hier gesellt sich zum Art Ensemble die damalige Frau von Bowie, die Sängerin Fontella Bass. Bei „Bon Voyage“, geschrieben von Bowie, wird vermutet, dass diese Aufnahmen bereits früher entstanden sind, möglicherweise am 5. Oktober 1969 (der auch auf den frühen Ausgaben des Albums durchgängig als Aufnahmedatum vermerkt war).

## Titelliste
- Art Ensemble of Chicago: Live Part 1 (BYG Records YX-2040)[6]

A Oh Strange (Part 1) (Jarman/Bowie) 23:37

B Oh Strange (Part 2) (Jarman/Bowie) 25:37
- Art Ensemble of Chicago – Live Part 2 (BYG Records YX-2041)[7]

A Bon Voyage (Part 1) (Bowie) 21:48

B Bon Voyage (Part 2) (Bowie) 24:08

## Rezeption
Thom Jurek verlieh dem Album in Allmusic die Höchstbewertung von fünf Sternen und meinte, es ließe sich nur darüber spekulieren, was das Publikum von der Band mit ihrer wilden Aufmachung und ihren Kostümen gehalten hätte, aber die Musik auf diesem Album sei herausragend. Nach Ansicht des Autors sei dies auch die beste Live-Aufnahme des Art Ensemble und dokumentiert die erste Tournee einer legendären Band, die nicht nur neue Maßstäbe für Improvisation, sondern auch für Auftritte setzte. Nachdem inzwischen Lester Bowie und Malachi Favours Maghostus diese Welt verlassen haben, würden Neuauflagen wie diese den Zuhörern helfen, sich daran zu erinnern, wie enorm ihre Leistungen waren.
Dies sei eine der besten Dokumentationen der Liveauftritte des Art Ensemble, schrieb Todd S. Jenkins (The Vinyl Factory). „Oh, Strange“ wechsle von geradlinigem Blues zu einem Perkussion-Blowout, dann zu Saxophon-Folk-Stilen und dann zu frei fließender Improvisation, und alles ergebe für den genauen Zuhörer vollkommen Sinn. „Bon Voyage“, das zweite Stück, würde stolz die Sängerin Fontella Bass als weiteres Improvisationsinstrument präsentieren, das wunderbar mit dem Auf und Ab ihrer Bandkollegen verschmelze.